# 保利发展
保利发展控股集团股份有限公司（英語：Poly Developments and Holdings Group Co., Ltd.），简称“保利发展”或“保利发展控股”，是中國保利集團下属的房地产开发业务平台，也是中国规模最大的房地产开发商之一。2023年销售升至行业第一，继续在一二线城市积极扩储，不过利润率仍在持续下滑。 保利发展是央企，是地产三大央企铁饭碗之一，另外两家是华润置地和招商蛇口。

## 历史
1992年，原广州军区技术局后勤部部长李彬海在上级指示下创办广州保利房地产开发公司，办公室设在广州市沙河路17号望星楼附二楼，首批参与筹建的8名职员都是转业军人。1995年，在广州开发第一个项目保利红棉花园。1999年，第二个项目保利花园创下当年广州楼市单日成交量的最高纪录。
2002年，完成股份制企业改造，更名为“保利房地产股份有限公司”，业务开始向全国扩展。
2006年，更名“保利房地产（集团）股份有限公司”，并在上海证券交易所上市。2007年，总部由执信南路迁至位于琶洲的保利国际广场。
2009年，旗下第一家购物中心保利水城在佛山开业。
2010年，提出3-5年内“再造一个保利地产”的目标，2012年，销售额首次突破千亿，成为中国房地产业内第二家千亿房企。
2014年，成立海外事业部，进入国际市场。
2017年，完成对中航地产的收购整合。
2018年，更名为保利发展控股，搬入新总部大楼保利发展广场，形成以不动产投资开发为主体、综合服务与不动产金融为翼的“一主两翼”业务版块布局。
2019年，分拆物业管理业务，以保利物业名义在港交所上市。
2020年，实现签约销售额5028亿元，首次突破5000亿。
2023年，保利发展全年实现销售金额4222亿元，居行业第一。
2024年4月11日，三大国际信用评级机构之一的穆迪，因商业原因撤销保利发展“Baa2”的发行人评级和其子公司恒利香港“Baa3”的发行人评级。

## 子公司
- 富利建设集团有限公司
- 广东省重工建筑设计院有限公司
- 保利物业服务股份有限公司
- 保利地产投资顾问有限公司
- 保利商业地产投资管理有限公司
- 保利酒店管理有限公司
- 保利公寓管理有限公司
- 广州市保利锦汉展览有限公司
- 广州市保利国贸投资有限公司
- 保利健康产业投资有限公司
- 珠海和品健康科技有限公司
- 保利和乐教育
- 保利（重庆）文化旅游产业发展管理有限公司
- 航空大世界科技文化有限公司
- 保利（广州）旅游产业有限公司
- 信保（天津）股权投资基金管理有限公司，联合中信证券成立
- 保利（横琴）资本管理有限公司
- 太平保利投资管理有限公司，联合中国太平成立

## 外部連結
- 官方网站